# Танкист (фильм)
«Танкист» — российско-белорусский четырёхсерийный фильм режиссёра Александра Ефремова. Премьера состоялась в 2020 году.

## Сюжет
Боевой путь танкиста Андрея Градова, начатый ещё на советско-финской войне, где он чудом выжил, затем обучал курсантов в танковом училище, одним из первых принял первый бой с немцами 22 июня 1941 года, попал в плен, откуда героически совершив побег вернулся в строй Красной Армии и продолжил бить врага… Фильм в вольной форме отсылает к фактам биографии реального лица:

Беспрецедентный бой мы сделали кульминацией сериала, Колобанов выведен у нас под другой фамилией, мы же снимали не документальное кино, и там у нас много предвоенного Минска, любовная линия… Что-то взяли из мемуаров бывших танкистов, что-то домыслили…— режиссёр фильма Александр Ефремов

## В ролях
- Алексей Чадов — Андрей Градов
- Вероника Пляшкевич — Маша
- Анатолий Кот — Стрельцов
- Валерия Арланова — Валентина Ивановна, военврач
- Елизавета Арзамасова — Таня Градова
- Алексей Назаров — Алексей Савинов
- Сергей Белякович — Борис Лауэр
- Павел Евтушенко — Яша Лисичкин
- Дирк Мартенс — немецкий генерал
- Валерий Зеленский — Ботвинник, заряжающий
- Александр Ткачёнок — Касатский, отец Маши
- Анатолий Голуб — Прохоров, начальник госпиталя
- Виктор Молчан — генерал
- Анатолий Гурьев — начальник штаба
- Александр Тиханович — работник завода

## Съёмки
Фильм снимался в Белоруссии — на военном полигоне «Белые лужи» в Борисове Минской области, на комплексе «Линия Сталина», а также в Минске: Дворец культуры профсоюзов, Дом офицеров, Парк имени Янки Купалы, завод имени Орджоникидзе, дом-музей Ваньковичей.

## Показ
Хотя фильм был снят ещё в 2016 году, и планировался его показ в 2017 году на российском телевидении и украинским телеканалом «Интер», но на Украине фильм был запрещён к показу. Попытки через юридические процедуры вывести фильм из под запрета на Украине (фильм формально — белорусский, а не российский, и под запрет не попадал) привели к перерегистрации и смене прокатчика, и фильм «неожиданно для съемочной группы попал в полосу забытья. Фильм есть, и его как бы нет: продюсеры по поводу проката сериала долгое время не могли сказать ничего определенного», премьерный показ в России состоялся лишь в 2020 году на телеканале «Звезда».